# Ruta 925 (Costa Rica)
La Ruta 925, oficialmente Ruta Nacional Terciaria 925, es una ruta nacional de Costa Rica ubicada en la provincia de Guanacaste.

## Descripción
En la provincia de Guanacaste, la ruta atraviesa el cantón de Cañas (los distritos de Cañas, San Miguel), el cantón de Tilarán (los distritos de Tilarán, Líbano).